# فارالونز دو کالی
فارالونز دو کالی (به اسپانیایی: Farallones de Cali) یک کوه در کلمبیا است که در بخش بایه دل کائوکا واقع شده‌است. فارالونز دو کالی ۴٬۰۵۰ متر بالاتر از سطح دریا واقع شده‌است.